# TT8
La tombe thébaine TT 8 est située à Deir el-Médineh, dans la nécropole thébaine, sur la rive ouest du Nil, face à Louxor en Égypte.
C'est la sépulture de Khâ, responsable des travaux de la nécropole sous Amenhotep II, Thoutmôsis IV et Amenhotep III et de sa femme Merit. La plupart des objets de cette tombe sont exposés au Musée égyptologique de Turin.

## Découverte

Sarcophage intérieur doré de Khâ. Musée égyptien de Turin.

La tombe thébaine TT8 est l'une des plus grandes découvertes archéologiques de l’Égypte ancienne. Ce tombeau de l'époque du Nouvel Empire est l'une des rares tombes de la noblesse de l’Égypte ancienne à avoir survécu intacte à travers les siècles : il n'a été découvert qu'en 1906, par Arthur Weigall et Ernesto Schiaparelli, au nom de la Mission archéologique italienne. Ses découvreurs ont employé 250 ouvriers pendant plusieurs semaines.
La pyramide-chapelle de Khâ et de son épouse Merit était déjà connue depuis de nombreuses années : des scènes en avaient été copiées par plusieurs égyptologues, dont John Gardner Wilkinson et Karl Lepsius, au XIXe siècle. Les égyptologues savaient donc que Khâ était un maître d'œuvre important à Deir el-Médineh, où il avait été responsable des projets menés au cours des règnes des trois rois, Amenhotep II, Thoutmôsis IV et Amenhotep III. Le pyramidion de la chapelle avait déjà été emporté par un visiteur précédent et se trouvait au Musée du Louvre.
Ce fut donc une surprise pour Schiaparelli que la sépulture de Khâ et Merit soit située dans les falaises isolées qui entourent le village et non à proximité immédiate de la chapelle, comme c'était le cas habituellement pour les sépultures de la noblesse égyptienne. Le tombeau contenait le mobilier funéraire de Khâ, surveillant des travaux de Deir el-Médineh dans le milieu de la XVIIIe dynastie, et de son épouse Merit.

## Objets funéraires

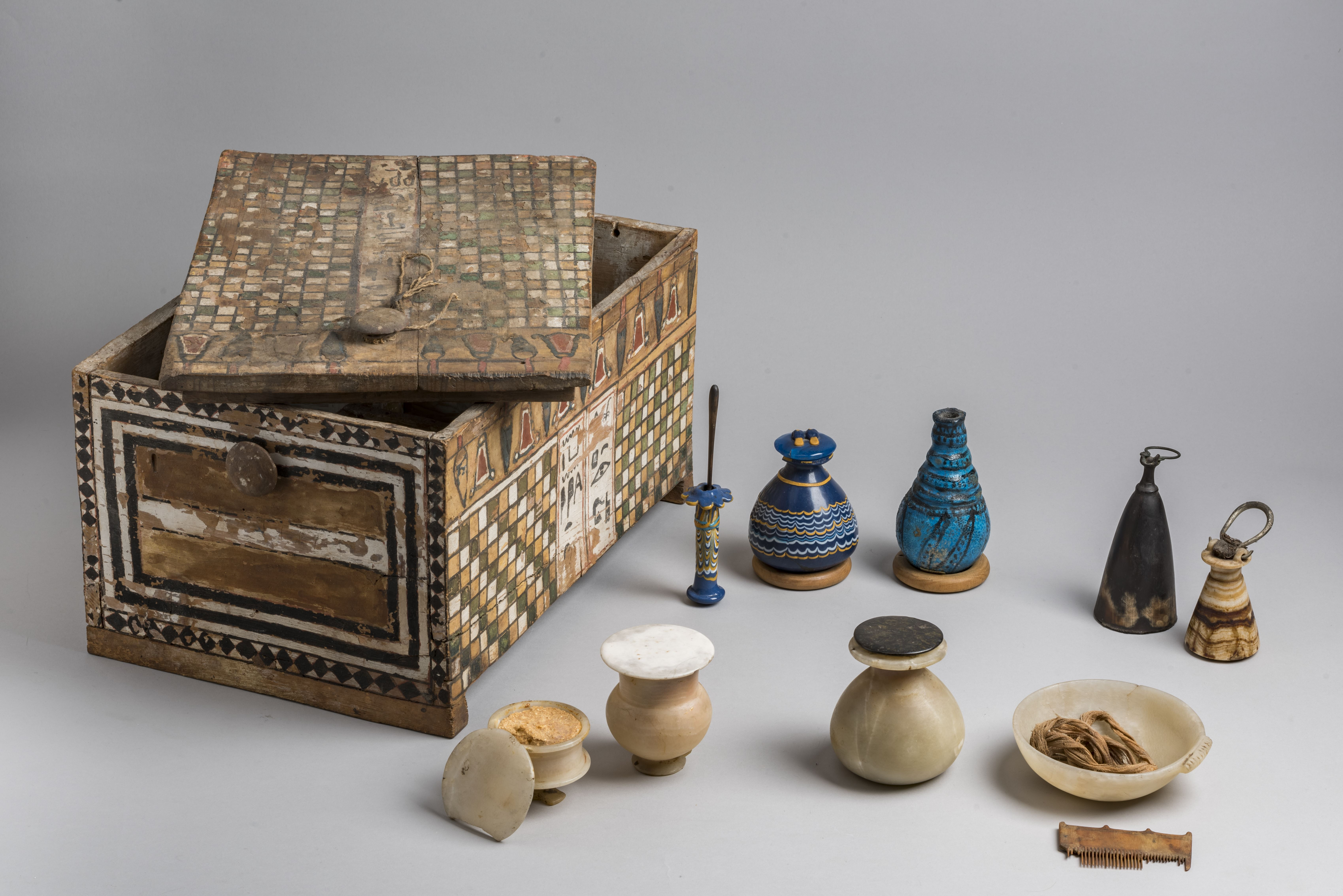
Récipients découverts dans la tombe TT8

Les objets découverts dans la tombe montrent l'opulence de Khâ et Merit durant leur vie. Contrairement à l'enterrement assez chaotique de Toutânkhamon, celui de Khâ a été soigneusement planifié : les éléments les plus importants ont été couverts par des bâches, et le sol a été balayé lorsque la dernière personne a quitté les lieux. Les cercueils de Khâ et Merit avaient été disposés dans deux sarcophages emboîtés.
Les deux cercueils anthropoïdes de Khâ et de Merit étaient eux-mêmes contenus dans des cercueils extérieurs rectangulaires du style du Moyen Empire, recouverts de bitume noir. Lors de la découverte, le cercueil de Khâ était monté sur des patins de traîneau, note Ernesto Schiaparelli dans son rapport de 1927. Ainsi, la tombe de Khâ et Merit était meublée avec tous les objets nécessaires à la vie après la mort. Les onguents et le khôl, considérés comme nécessaire à l'hygiène, étaient disposés dans une grande variété de récipients à couvercles, en albâtre, verre et faïence. Les Égyptiens eux-mêmes se protégeaient des mouches et des rayons du soleil en portant du khôl noir sous les yeux, représenté dans les sculptures comme de longues bandes cosmétiques. La tombe contenait d'autres objets, comme des sandales ou des récipients divers, et aussi une centaine de vêtements prévue pour le couple dans sa vie post mortem.

Coffret avec la scène de l'offrande pour Khâ et Merit retrouvé dans la tombe. Musée égyptologique de Turin.

### Cercueil de Khâ
Khâ avait été momifié avec plusieurs articles de bijouterie. Les deux cercueils anthropoïdes de Khâ sont d'excellents exemples de la richesse et des brillantes techniques sous le règne d'Amenhotep III. Le cercueil extérieur « était couvert de bitume noir, le visage, les mains couverts de bandes présentant des inscriptions et des figures de dieux funéraires en gesso doré », tandis que le cercueil intérieur « était entièrement recouvert de feuilles d'or, à l'exception des yeux, des sourcils et des lignes de cosmétiques, incrustées de quartz ou de cristal de roche pour le blanc des yeux, de verre noir ou d'obsidienne pour les iris, de verre bleu pour les sourcils et les lignes de cosmétiques. Les orbites elles-mêmes sont entourées de cuivre ou de bronze. Ses bras sont croisés sur sa poitrine dans la pose d'Osiris, seigneur de la mort. Il porte un large collier avec des pendentifs en têtes de faucon. Au-dessous se trouve un vautour aux ailes tendues saisissant deux signes de Shen dans ses serres ».
Dans l'un des cercueils de Khâ a été inclus un des plus anciens exemplaire du Livre des morts des Anciens Égyptiens. Une radiographie de la momie de Khâ montre qu'il a été paré d'un collier en or et de lourdes boucles d'oreilles, une des plus anciennes trace archéologique d'homme portant des boucles d'oreilles.

### Cercueil de Merit

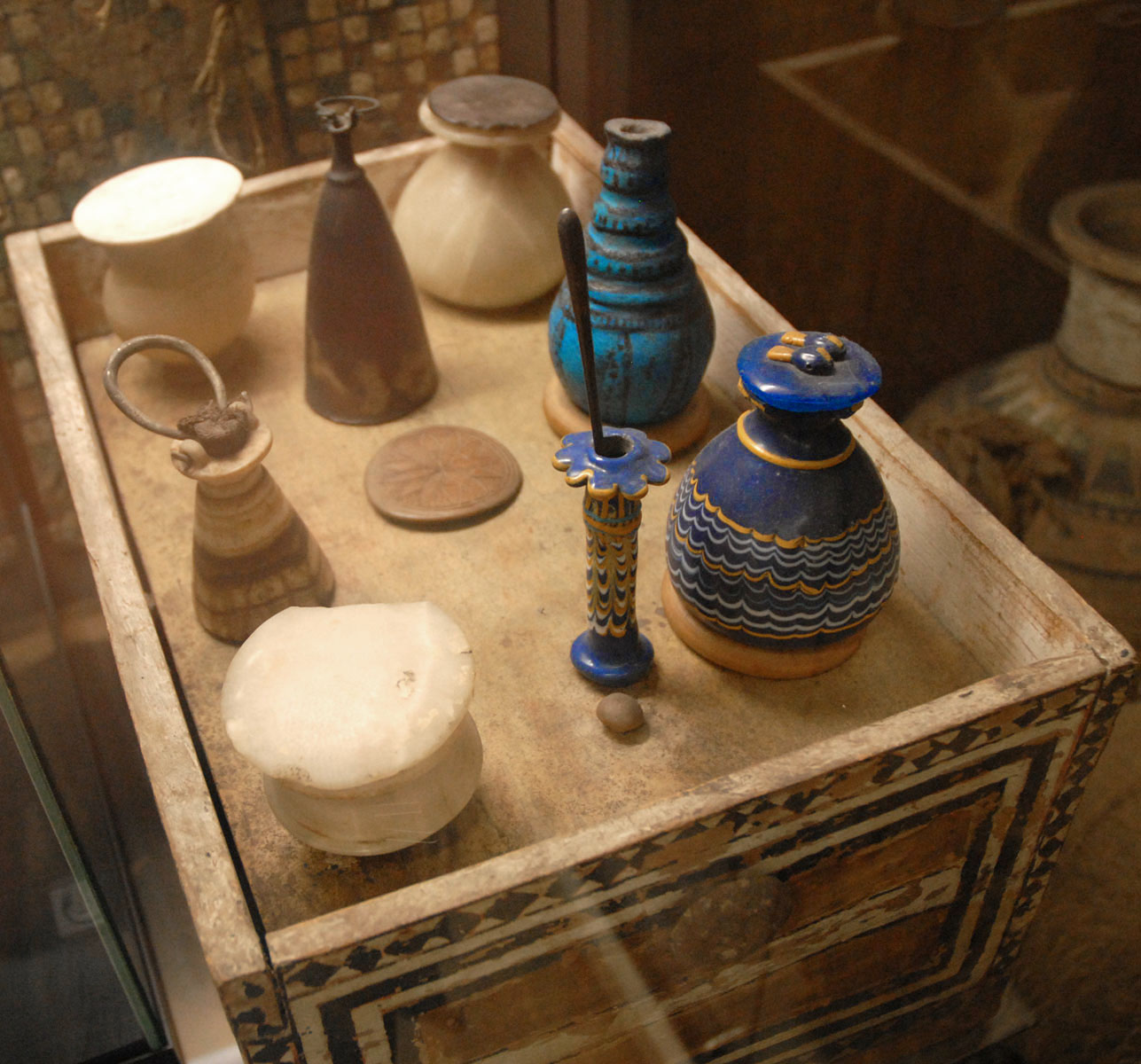
Vases et nécessaire de toilette de Merit

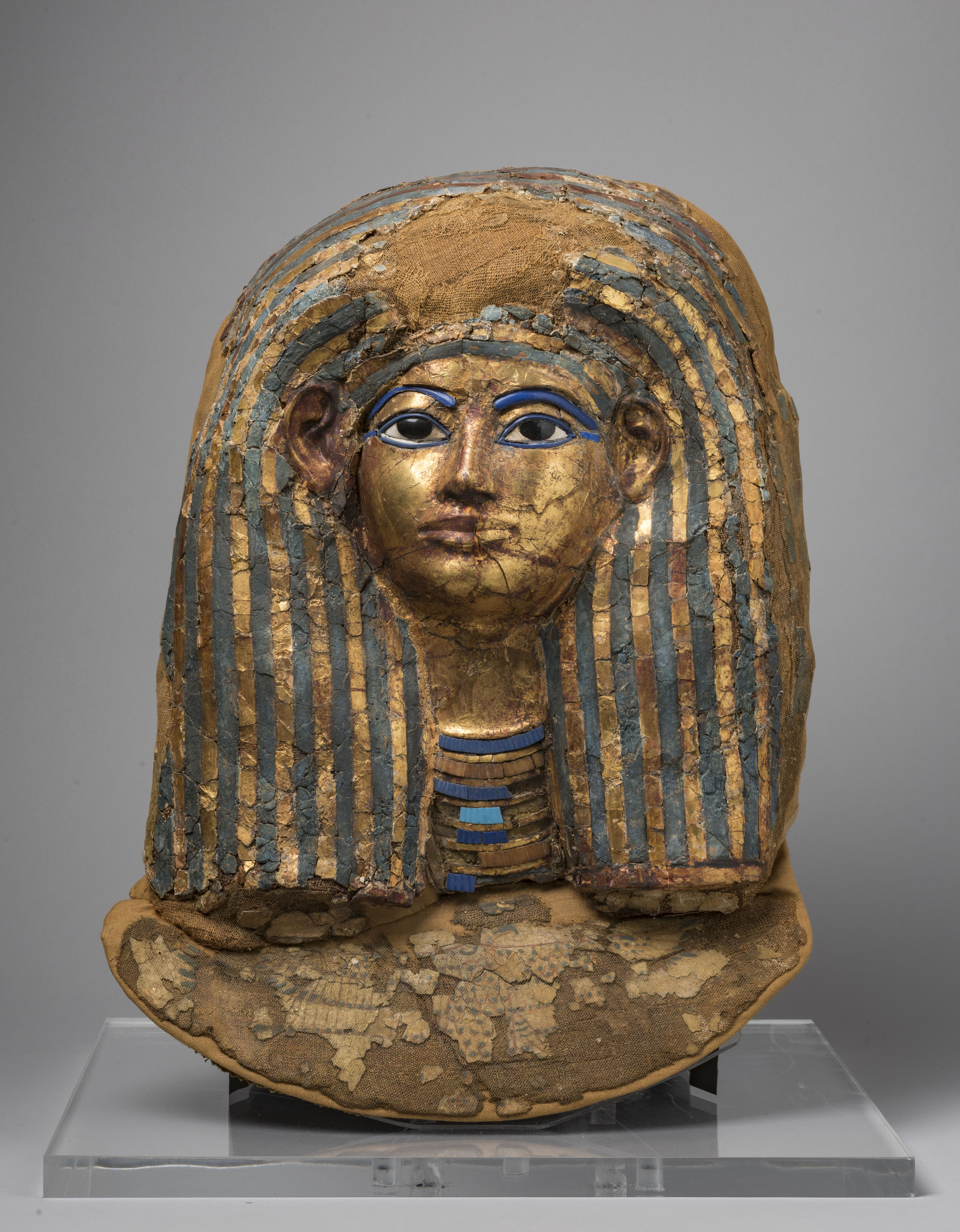
Masque de momie de Merit

Merit, l'épouse de Khâ, a été ensevelie dans un seul sarcophage extérieur, avec un cercueil anthropoïde intérieur et un masque en cartonnage. Sa momie a été enveloppée avec ses bijoux funéraires. Une tombe de cette ampleur a demandé des années de préparation, un long processus que Khâ a certainement supervisé durant toute sa vie. Précédé de manière inattendue par son épouse Merit, Khâ a fait don de son propre cercueil à sa femme. Comme il était trop grand pour la momie de Merit, il a été obligé de placer des linges à son propre monogramme autour de la momie de sa femme. L'unique cercueil de Merit combine les caractéristiques des cercueils intérieurs et extérieurs de Khâ : le couvercle est entièrement doré, mais la boîte est recouverte de bitume noir, avec seulement les chiffres et les inscriptions dorés.

## Localisation des objets de la tombe TT8
Tous les objets funéraires de la tombe de Khâ, à l'exception de deux petits articles, ont ensuite été transférés au Musée égyptologique de Turin. La tombe TT8 a été trouvée à peu près en même temps que KV55 et moins de deux ans après la tombe KV46 de Youya et Touya, dont le contenu était très similaire à celui de TT8, seulement datée un peu plus tard, sous le règne d'Amenhotep III.